# Laviana (Gozón)
Laviana (oficialmente, en asturiano, Llaviana) es una parroquia del concejo asturiano de Gozón, en España. En el año 2006 el Consejo de Gobierno del Principado de Asturias declaró como única forma oficial la denominación Llaviana para denominar a esta parroquia.
En sus 4,47 km² estaban empadronadas un total de 505 personas (INE 2010) repartidas entre las poblaciones de Nieva, Campo de la Iglesia, Endasa (El Poblao), Zeluán, Llodero, Iboya, Campo del Ferrero, San Juan de Nieva, El Arañón y San Balandrán.
En su costa se encuentran las playas de Ensenada de Llodero, San Balandrán, El Arañón y Xagó, también El faro de Avilés, así llamado aunque pertenece a Gozón, inaugurado en 1863.